# François van Harencarspel Eckhardt
François van Harencarspel Eckhardt (Zwolle, 28 april 1784 - Assen, 5 mei 1842) was een Nederlands edelman en politicus.

## Leven en werk
Van Harencarspel Eckhardt was lid van de familie Van Harencarspel Eckhardt en directeur en later inspecteur-generaal der registratie en domeinen in Noord-Brabant, van 1819 tot 1823. Verder was hij lid van de Raad van State in buitengewone dienst. Van 8 oktober 1840 tot 5 mei 1842 was hij gouverneur van Drenthe.
Zijn vader was burgemeester van Haarlem en was representant van Holland in de Staten-Generaal.
In 1825 werd hij verheven in de Nederlandse adel waardoor zijn nakomelingen het predicaat jonkheer of jonkvrouw verkregen.
Hij overleed in 1842 aan de gevolgen van een beroerte.
- Biografisch Portaal: 02444292
- International Standard Name Identifier: 0000 0003 9413 4466
- Nederlandse Thesaurus van Auteursnamen: 070075158
- Parlement.com: vg09llz3llw6
- Virtual International Authority File: 288566932
- WorldCat: E39PBJmTkpw6Xk4DMwCwVYkCcP